# Mount Sundbeck
Mount Sundbeck är ett berg i Antarktis. Det ligger i den centrala delen av kontinenten. Nya Zeeland gör anspråk på området. Toppen på Mount Sundbeck är 3 030 meter över havet.
Terrängen runt Mount Sundbeck är bergig åt nordost, men åt sydväst är den kuperad. Trakten är obefolkad. Det finns inga samhällen i närheten.
Berget är namngivet efter svensken Knut Sundbeck [maskinchef ombord på Amundsenexpeditionens båt Fram]